# Eberhart Ides
Eberhard Isbrand Ides (getauft am 5. Juli 1657 in Glückstadt, Herzogtum Holstein; † um 1708 vermutlich in Wologda oder Archangelsk, Russland) war ein Kaufmann, Fabrikant und Diplomat niederländischer Abstammung aus dem dänischen Holstein. Im Russischen ist er bekannt als Эверт Избрант Идес.

## Eltern und Namen
Die Hintergründe zu Ides Leben sind nur ungenügend dokumentiert. Seine Vorfahren stammten aus den Niederlanden. Sein Großvater könnte Ide Isebrandt gewesen sein, der um 1645 als Höker in Glückstadt arbeitete und wahrscheinlich nicht vor 1630 in die Stadt gekommen war. Sein Vater Isebrand Ides arbeitete 1653 als Höker und verzeichneter Bürger Glückstadts und 1664 als Kaufhändler und starb dort zwischen 1665 und 1675.
Ides Nachname war bereits zu Lebzeiten unklar. Er wird auch als „Eberhard Isbrand Ides“, „Evert Isebrand“, „Monsieur Isbrant“, „Mister Isbrant“ oder „Herr Isbrand“ bezeichnet, was auf ein Patronym hindeutet. Seine Schwester ist im Kirchenbuch von Glückstadt durchgängig als „Clara Isbrant“ zu finden. Allerdings schrieb Ides Reiseberichte, in denen er sich „Evert Ysbant Ides“ nannte. Danach sind durchgängig auch die Namen „Everhard Isbrand Ides“, „Evert Ijsbrantszoon“ und „Edewert Isbrand Ides“ verzeichnet. Gemäß dem Taufregister der Stadtkirche Glückstadt von 1657 war er „Isbrandt Ides Sohn. Nahme Eberhardt“.

## Leben
Vermutlich um 1687 zog der Kaufmann Ides von Holland nach Russland und ging an den Hof des Zaren, an dem er Einfluss bekam. Im Auftrag Peter I. ging er 1692 als Sondergesandter nach Peking. Dort sollte er den Grenzverlauf zwischen China und Russland zugunsten der Russen verhandeln. Außerdem sollte er den Freihandel zwischen beiden Ländern möglich machen. Gleichzeitig sollte er die ethnologische und wirtschaftsgeographische Situation in China recherchieren.
Nach seiner Reise kehrte Ides nach Russland zurück. Der Metropolit von Kasan und der Erzbischof von Nowgorod am Don beauftragten Ides, drei Schiffe bauen zu lassen. Der Zar hielt die fertiggestellten Schiffe für die besten, die bis dahin gebaut worden waren und nannte sie die „Isbrand-Schiffe“. 1698 eröffnete Ides eine Pulvermühle an der Wora und eine Fabrik für Gewehre. 1700 bekam er eine Stelle als Kommissar der Admiralität in Archangelsk. Hier gab er erneut einige Schiffe in Auftrag und handelte mit Werg. 1703/04 hatte er eine Pulvermühle nahe Moskau, die David Bacheracht († 1671), der vermutlich aus Glückstadt stammte, 1655 gegründet hatte.

## Chinareise
Bei der von ihm selbst geleiteten Chinareise, die am 13. März 1692 in Moskau startete, begleitete Ides unter anderen Adam Brand. Der gebürtige Lübecker schrieb 1698 den ersten Reisebericht, der jedoch deutlich weniger umfangreich als Ides spätere Notizen war.
Am 20. März 1692 kam die Reisegruppe nach Wologda und befuhr die dort zugefrorene Suchona mit einem Schlitten. Sie überquerten den Nordrussischen Landrücken und befuhren danach die Kama und die Tschussowaja. Anfang Juni desselben Jahres querten sie den Ural und reisten weiter über Flüsse nach Tobolsk, das sie am 1. Juli erreichten. Anschließend befuhren sie den Irtysch und den Ob gen Norden. Am 1. September erreichten sie den Ket und am 12. Oktober Jenisseisk.
Nach einem zweimonatigen Aufenthalt reiste die Gruppe um Ides über gefrorene Flüsse weiter und erreichte am 11. Februar 1693 Irkutsk. Mitte März überquerten sie den Baikalsee und kamen am 19. März in Ulan-Ude an, wo sich ein Erdbeben ereignete. Im Mai überquerten sie bei Tschita das Jablonowygebirge. Mit einer Floßfahrt über den Ingoda reisten sie weiter nach Nertschinsk, das sie am 18. Juli wieder verließen.
Im September 1693 hatte die Gruppe am Großen Hinggan-Gebirge erstmals Kontakt mit einer chinesischen Wache. Am 11. September kamen sie in Qiqihar an und sahen am 27. Oktober die Große Mauer. Am 3. November erreichte Ides mit seinen Begleitern Peking. Er konnte keine Verhandlungserfolge erzielen.
Am 19. Februar 1692 begann die Rückreise, bei der sie fast denselben Wegverlauf wie bei der Anreise wählten. Sowohl auf der Hin-, als auch auf der Rückreise begegneten ihnen wegloses Areal, Sümpfe, Stromschnellen, brennende Gräser, Personen erkrankten, die Gefahr, überfallen zu werden und zu wenig Nahrung. Am 25. August kamen sie in Jenisseisk an und erreichten am 29. November Tobalsk. Die Reise endete am 1. Februar 1695 in Moskau.

## Werk
Als Peter I. 1697/98 in Holland lebte, reiste Ides vermutlich mit ihm und traf dort den Amsterdamer Bürgermeister Nicolaas Witsen. Witsen kannte Russland sehr gut und hatte 1687 eine Karte von Nord- und Ostasien erstellt, die Ides bei seiner Reise verwendet, ergänzt und verbessert hatte. Beide führten zuvor auch einen Schriftwechsel.
Nach einem Kurzbericht des Berliners Christian Mentzel aus dem Jahr 1696 schrieb Ides über seine „Driejarige Reize naar China…“ und legte ihr die Karte Witsens bei, der sein Werk redigierte. Ides hatte eine gute Beobachtungsgabe und verstand, anschaulich zu beschreiben. Er stellte die Physiognomie der bereisten Landschaft, der dortigen Bewohner – zumeist Tungusen – und deren Sitten lebendig, umfangreich und richtig dar. Außerdem berichtete er über die Wirtschaft und Ortschaften, klimatische Verhältnisse, Hydrographie, Vegetation und Morphologie. Dabei berücksichtigte er insbesondere Ostsibirien und erstellte damit die erste geographisch fehlerfrei Darstellung der Gebiete.
Ides beschrieb auch erstmals sibirische Reisetechniken und erwähnte als erster Autor die Funde von Mammuten mit erhaltenen Weichteilen. Die dortigen Russen erläuterten die Bedingungen hinsichtlich Geohistorie und paläoklimatischem Verhältnis, die für den Erhalt der Kadaver notwendig waren, nahezu gleich, wie später in der Kataklysmentheorie von Georges Cuvier nachzulesen war.

## Familie
Ides heiratete am 24. Januar 1697 in Moskau in erster Ehe Anna Münter, deren Vater Heinrich Münter dort als Kaufmann arbeitete. In zweiter Ehe heiratete er, ebenfalls in Moskau, am 29. April 1705 Gertrud Andrews, deren Vater ggf. der Fabrikant Thomas Andrews gewesen sein könnte.
Ides hatte nachweisbar einen Sohn und eine Tochter: der Sohn Peter Ides starb als Kommissar am Moskauer Generalpostamt am 7. Oktober 1735 in Leningrad. Eine namentlich unbekannte Tochter, die am 27. August 1746 in Lüneburg starb, war die Ehefrau des Superintendenten Friedrich Peter Lange.

## Schriften
- Driejaarige reize naar China, te lande gedaan door den Moskovischen afgezant, E. Ysbrants Ides. Amsterdam 1704 (Digitalisat)
- Three years travels from Moscow over-land to China: Thro' Great Ustiga, Siriania, Permia, Sibiria, Daour, Great Tartary, &c. to Peking. . London 1706 (Digitalisat)
- Dreyjährige Reise nach China/Von Moscau ab zu lande durch groß Ustiga/Siriania/Permia/Sibirien/Daour/und die grosse Tartarey; gethan durch den Moscovitischen Abgesandten Hrn. E. Yßbrandts Ides. Frankfurt 1707 (Digitalisat)